# 조니 하우슨
조너선 마크 하우슨(영어: Jonathan Mark Howson, 1988년 5월 2일 ~ )은 잉글랜드의 축구 선수로, 포지션은 미드필더이다. 현재 EFL 챔피언십의 미들즈브러에서 뛰고 있다. 리즈 유나이티드 유소년 출신이며, 리즈의 주장을 역임하기도 하였다.
잉글랜드 몰리에서 태어난 하우슨은 리즈 유나이티드에서 프로 선수 생활을 시작하였으며, 2006년 9월 리그 컵에서 데뷔전을 치른 이후, 225경기에 출전하였다.
2008년 4월, 19세의 나이로 밀월과의 리그 경기에서 주장 완장을 차고 경기에 출전하였고, 1960년대 빌리 브램너 이후로 리즈에서 가장 어린 나이에 주장을 맡게 된 선수가 되었다. 2010년부터는 공백이 잦은 리처드 네일러를 대신하여 주로 주장 완장을 차고 출전하였으며, 2011년 7월 정식으로 리즈의 주장으로 임명되었다.
2012년 1월, 하우슨은 200만 파운드의 이적료에 프리미어리그의 노리치 시티로 이적하였다.